# Hemeroblemma junctilinea
Hemeroblemma junctilinea är en fjärilsart som beskrevs av Paul Mabille 1899. Hemeroblemma junctilinea ingår i släktet Hemeroblemma och familjen nattflyn. Inga underarter finns listade i Catalogue of Life.